# 50th Anniversary Tour
50th Anniversary Tour es la vigésima segunda gira mundial de conciertos de la banda alemana de hard rock y heavy metal Scorpions, para promocionar el álbum Return to Forever de 2015. Comenzó el 1 de mayo de 2015 en el Chang Jiang International Music Festival de Zhenjiang en China y culminó el 2 de diciembre de 2016 en el Mercedes-Benz Arena de Berlín en Alemania. Junto con promocionar el disco Return to Forever, la gira celebra los primeros 50 años de carrera de la banda desde su fundación en 1965.
Gracias a esta gira que contó con más de 100 presentaciones les permitió tocar por primera vez en China, Georgia, Paraguay, República de China, Australia y Vietnam. Por su parte, fue la última gira con el baterista estadounidense James Kottak, que tuvo que alejarse de la banda para enfocarse en sus problemas de salud. A su vez, es la primera con el músico sueco Mikkey Dee, cuyo ingreso como sustituto de Kottak se oficializó el 12 de septiembre de 2016.
De acuerdo con el sitio Pollstarpro, la gira recaudó 22,4 millones de dólares en 51 de los 56 conciertos dados en 2015, situándose en el puesto 79 de las 100 giras mundiales más exitosas. Por su parte, en 2016 logró posicionarse en el lugar 68 recaudando 26,2 millones de dólares, calculado solo en 53 de los 71 conciertos dados ese año. En total, según el mencionado sitio, la gira obtuvo una ganancia de 48,6 millones de dólares y se presentaron ante 933 808 personas.

## Antecedentes
La gira se inició el 1 de mayo de 2015 en Zhenjiang, China, convirtiéndose en la primera visita de Scorpions a ese país. El 8 de mayo en la ciudad checa de Pardubice iniciaron el primer tramo por Europa, que incluyó una fecha por Polonia y Bielorrusia, y once en Rusia. De estas últimas presentaciones destacaron su primera visita a Tiumén y a las ciudades de Perm y Ufá, ya que no tocaban en estas últimas desde The Living Tour de 2002 en el marco de la Scorpions World Tour 2002. Diez días después de su show en Minsk comenzaron una serie de presentaciones en festivales europeos, entre ellos el Hellfest de Francia y el Graspop Metal Meeting de Bélgica. En esta sección además, tocaron por primera vez en las ciudades de Sion (Suiza), Hérouville-Saint-Clair y Saint Julien-en-Genevois (Francia), Santa Coloma de Gramenet (España), Hamina y Jakobstad (Finlandia), y en la ciudad inglesa de Maidstone, siendo esta la única fecha de la gira en Inglaterra y la primera desde 2008 en el marco del Humanity World Tour. Tras una presentación en Corea del Sur y otra en Alemania, el 10 de septiembre iniciaron su primera visita a Norteamérica, que en total sumó 12 fechas por los Estados Unidos y 4 en Canadá, siendo en todas ellas teloneados por Queensrÿche. Un mes después del show en los Estados Unidos, comenzaron su tercera parte por Europa con fechas por Francia, Bélgica, Italia y Suiza, en donde mayoritariamente contaron con Europe como banda telonera. La última presentación de 2015 se celebró el 8 de diciembre en Ginebra, Suiza.
El 17 de febrero en Odesa, Ucrania, comenzó las presentaciones de 2016 y con ello su cuarta sección por Europa, que contó con 14 fechas por 9 países. De estas destacaron su show en Esch-sur-Alzette (Luxemburgo) donde compartieron escenario con Sabaton, Beyond the Black, Bloodbound y Alestorm y la presentación en Hamburgo, que tuvo que ser cancelada en medio del show por una enfermedad de Klaus Meine y también porque fue el último concierto con el baterista James Kottak. Entre el 6 de mayo y el 29 del mismo mes dieron 13 conciertos por los Estados Unidos que contó con la participación especial de Mikkey Dee, exbaterista de Motörhead, como reemplazante temporal de Kottak. Tras tres fechas por México en junio retornaron a Europa para dar siete conciertos en cinco países, para luego presentarse en Turquía e Israel, pertenecientes a la zona geográfica conocida como Oriente Próximo. Posteriormente, dieron siete presentaciones por Europa y el 14 de agosto tocaron por segunda vez en China y el 20 de agosto tocaron por primera vez en Georgia. Durante septiembre se trasladaron a Latinoamérica para presentarse en Brasil, Chile (primer show con Mikkey Dee como miembro oficial), Argentina y Paraguay, siendo la primera vez que tocan en este último país. En octubre volvieron a Asia con tres conciertos en Japón, país que no visitaban desde 2007, una fecha en Singapur y Malasia, y sus primeros conciertos en Vietnam y en la República de China. Además, tocaron en la dependencia francesa de Nueva Caledonia, en donde no se presentaban desde el 2004, y dieron su primer concierto en Australia. Luego de un show en Francia y cinco en Alemania, la gira culminó el 2 de diciembre de 2016 en Berlín.

## Lista de canciones
La gira contó con un solo listado de canciones aunque en ciertas presentaciones se incluían o excluían algunas pistas. Un claro ejemplo de ello fue la canción «Crazy World», que se incluyó durante el principio del tour y que no era interpretada en vivo desde 1991, pero después de su primera visita a Norteamérica el tema fue reemplazado por «No One Like You». El listado se conformó entre 17 y 19 canciones, entre las que destacaron los medleys acústico y de los años setenta conformado por «Always Somewhere», «Eye of the Storm» y «Send Me an Angel», y por «Top of the Bill», «Steamrock Fever», «Speedy's Coming» y «Catch Your Train», respectivamente. Además, después de interpretar la canción «Dynamite» se incluyó un tema instrumental llamado «In the Line of Fire», que nunca se ha grabado en estudio. Por su parte, durante las presentaciones por Latinoamérica y la parte final de la gira interpretaron una versión del tema «Overkill», en homenaje al fallecido líder de Motörhead, Lemmy Kilmister. A continuación el listado de canciones interpretado en la ciudad italiana de Trieste en 2015 y en la capital de Chile, Santiago, en 2016.
1. «Going Out With a Bang»
2. «Make It Real»
3. «The Zoo»
4. «Coast to Coast»
5. «Top of the Bill/Steamrock Fever/Speedy's Coming/Catch Your Train»
6. «We Built This House»
7. «Delicate Dance»
8. «Always Somewhere/Eye of the Storm/Send Me an Angel»
9. «Wind of Change»
10. «Rock 'n' Roll Band»
11. «Dynamite»
12. «In the Line of Fire»
13. «Kottak Attack»
14. «Crazy World»
15. «Blackout»
16. «Big City Nights»
17. «Still Loving You»
18. «Rock You Like a Hurricane»

1. «Going Out With a Bang»
2. «Make It Real»
3. «The Zoo»
4. «Coast to Coast»
5. «Top of the Bill/Steamrock Fever/Speedy's Coming/Catch Your Train»
6. «We Built This House»
7. «Delicate Dance»
8. «Always Somewhere/Eye of the Storm/Send Me an Angel»
9. «Wind of Change»
10. «Rock 'n' Roll Band»
11. «Dynamite»
12. «Overkill»
13. «Drum Solo»
14. «No One Like You»
15. «Blackout»
16. «Big City Nights»
17. «Still Loving You»
18. «Rock You Like a Hurricane»

## Fechas

### Fechas de 2015
| Fecha            | País            | Ciudad                   | Recinto/Festival                         | Notas                           |
| Asia             | Asia            | Asia                     | Asia                                     | Asia                            |
| ---------------- | --------------- | ------------------------ | ---------------------------------------- | ------------------------------- |
| 1 de mayo        | China           | Zhenjiang                | Chang Jiang International Music Festival |                                 |
| Europa           |                 |                          |                                          |                                 |
| 8 de mayo        | República Checa | Pardubice                | Tipsport arena                           |                                 |
| 9 de mayo        | Polonia         | Łódź                     | Łódź Arena                               |                                 |
| 14 de mayo       | Rusia           | Novosibirsk              | Dvorets Sporta Sibir                     |                                 |
| 16 de mayo       | Rusia           | Tiumén                   | Sports Palace Tyumen                     |                                 |
| 18 de mayo       | Rusia           | Ekaterimburgo            | Dvorest Sporta KRK Uralets               |                                 |
| 20 de mayo       | Rusia           | Perm                     | DK Molot                                 |                                 |
| 25 de mayo       | Rusia           | San Petersburgo          | Palacio de Hielo                         |                                 |
| 27 de mayo       | Rusia           | Moscú                    | Estadio Olimpiski                        |                                 |
| 29 de mayo       | Rusia           | Ufá                      | Ufa Arena                                |                                 |
| 31 de mayo       | Rusia           | Kazán                    | TatNeft Arena                            |                                 |
| 3 de junio       | Rusia           | Nizhni Nóvgorod          | Trud Stadium                             |                                 |
| 5 de junio       | Rusia           | Vorónezh                 | Voronezh Sports Palace                   |                                 |
| 7 de junio       | Rusia           | Krasnodar                | SK Basket Hall                           |                                 |
| 10 de junio      | Bielorrusia     | Minsk                    | Minsk Arena                              |                                 |
| 20 de junio      | Francia         | Clisson                  | Hellfest                                 |                                 |
| 21 de junio      | Bélgica         | Dessel                   | Graspop Metal Meeting                    |                                 |
| 2 de julio       | Francia         | Hérouville-Saint-Clair   | Festival Beauregard                      |                                 |
| 18 de julio      | Suiza           | Sion                     | Sion sous les étoiles Festival           |                                 |
| 19 de julio      | Francia         | Saint-Julien-en-Genevois | Guitare en scéne Festival                |                                 |
| 23 de julio      | España          | Santa Coloma             | Rock Fest BCN                            |                                 |
| 25 de julio      | Inglaterra      | Maidstone                | Ramblin' Man Fair Festival               |                                 |
| 31 de julio      | Finlandia       | Hamina                   | Bastioni                                 |                                 |
| 1 de agosto      | Finlandia       | Jakobstad                | Keskuskenttä                             |                                 |
| Asia II          |                 |                          |                                          |                                 |
| 7 de agosto      | Corea del Sur   | Incheon                  | Pentaport Rock Festival                  |                                 |
| Europa II        |                 |                          |                                          |                                 |
| 21 de agosto     | Alemania        | Coburgo                  | Schloßplatz                              |                                 |
| Norteamérica     |                 |                          |                                          |                                 |
| 10 de septiembre | Estados Unidos  | Boston                   | Blue Hills Bank Pavilion                 | teloneados por Queensrÿche      |
| 12 de septiembre | Estados Unidos  | Brooklyn                 | Barclays Center                          | teloneados por Queensrÿche      |
| 13 de septiembre | Estados Unidos  | Gilford                  | Bank of New Hampshire Pavilion           | teloneados por Queensrÿche      |
| 16 de septiembre | Canadá          | Moncton                  | Moncton Coliseum                         | teloneados por Queensrÿche      |
| 18 de septiembre | Canadá          | Toronto                  | Molson Amphitheatre                      | teloneados por Queensrÿche      |
| 19 de septiembre | Canadá          | Montreal                 | Centre Bell                              | teloneados por Queensrÿche      |
| 22 de septiembre | Estados Unidos  | Columbus                 | Lifestyle Communities Pavilion           | teloneados por Queensrÿche      |
| 23 de septiembre | Estados Unidos  | Cleveland                | Jacobs Pavilion                          | teloneados por Queensrÿche      |
| 25 de septiembre | Canadá          | Windsor                  | The Colosseum at Caesars Windsor         | teloneados por Queensrÿche      |
| 26 de septiembre | Estados Unidos  | Rosemont                 | Allstate Arena                           | teloneados por Queensrÿche      |
| 29 de septiembre | Estados Unidos  | Greenwood Village        | Fiddler's Green Amphitheatre             | teloneados por Queensrÿche      |
| 1 de octubre     | Estados Unidos  | San José                 | SAP Center                               | teloneados por Queensrÿche      |
| 3 de octubre     | Estados Unidos  | Inglewood                | The Forum                                | teloneados por Queensrÿche      |
| 6 de octubre     | Estados Unidos  | Santa Bárbara            | Santa Barbara Bowl                       | teloneados por Queensrÿche      |
| 7 de octubre     | Estados Unidos  | Las Vegas                | The Joint                                | teloneados por Queensrÿche      |
| 9 de octubre     | Estados Unidos  | Kent                     | ShoWare Center                           | teloneados por Queensrÿche      |
| Europa III       |                 |                          |                                          |                                 |
| 9 de noviembre   | Italia          | Roma                     | PalaLottomatica                          | teloneados por Rhapsody of Fire |
| 11 de noviembre  | Italia          | Assago                   | Mediolanum Forum                         | teloneados por Rhapsody of Fire |
| 13 de noviembre  | Italia          | Trieste                  | PalaTrieste                              | teloneados por Rhapsody of Fire |
| 21 de noviembre  | Francia         | Lille                    | Zénith de Lille                          | teloneados por Europe           |
| 22 de noviembre  | Bélgica         | Amberes                  | Sportpaleis                              | teloneados por Thunder          |
| 24 de noviembre  | Francia         | París                    | AccorHotels Arena                        | teloneados por Europe           |
| 26 de noviembre  | Francia         | Estrasburgo              | Zénith de Strasbourg                     | teloneados por Europe           |
| 28 de noviembre  | Suiza           | Zúrich                   | Hallenstadion                            | teloneados por Whitesnake       |
| 30 de noviembre  | Francia         | Lyon                     | Halle Tony Garnier                       | teloneados por Europe           |
| 1 de diciembre   | Francia         | Montpellier              | Parc & Suites Arena                      | teloneados por Europe           |
| 3 de diciembre   | Francia         | Burdeos                  | Patinoire de Mériadeck                   | teloneados por Europe           |
| 4 de diciembre   | Francia         | Toulouse                 | Zénith de Toulouse                       | teloneados por Europe           |
| 6 de diciembre   | Francia         | Grenoble                 | Palais des Sports                        | teloneados por Europe           |
| 8 de diciembre   | Suiza           | Ginebra                  | Arena de Ginebra                         | teloneados por Europe           |

### Fechas de 2016
| Fecha            | País               | Ciudad             | Recinto/Festival                        | Notas                                    |
| Europa IV        | Europa IV          | Europa IV          | Europa IV                               | Europa IV                                |
| ---------------- | ------------------ | ------------------ | --------------------------------------- | ---------------------------------------- |
| 17 de febrero    | Ucrania            | Odesa              | Odessa Sports Arena                     |                                          |
| 19 de febrero    | Ucrania            | Kiev               | Palacio de los deportes                 |                                          |
| 22 de febrero    | Letonia            | Riga               | Arena Riga                              |                                          |
| 24 de febrero    | Lituania           | Kaunas             | Žalgiris Arena                          |                                          |
| 27 de febrero    | República Checa    | Praga              | O2 Arena                                |                                          |
| 29 de febrero    | Hungría            | Budapest           | Arena Deportiva de Budapest László Papp |                                          |
| 2 de marzo       | Eslovaquia         | Košice             | Steel Aréna                             |                                          |
| 4 de marzo       | Polonia            | Cracovia           | Tauron Arena Kraków                     |                                          |
| 12 de marzo      | Luxemburgo         | Esch-sur-Alzette   | Rockhal                                 |                                          |
| 14 de marzo      | Alemania           | Stuttgart          | Schleyerhalle                           | teloneados por Beyond the Black          |
| 16 de marzo      | Alemania           | Múnich             | Olympiahalle                            | teloneados por Beyond the Black          |
| 18 de marzo      | Alemania           | Dortmund           | Westfalenhalle                          | teloneados por Beyond the Black          |
| 19 de marzo      | Alemania           | Mannheim           | SAP Arena                               | teloneados por Beyond the Black          |
| 21 de marzo      | Alemania           | Hamburgo           | Barclaycard Arena                       | teloneados por Beyond the Black          |
| Norteamérica II  |                    |                    |                                         |                                          |
| 6 de mayo        | Estados Unidos     | Concord            | Carolina Rebellion Festival             |                                          |
| 7 de mayo        | Estados Unidos     | Atlanta            | Chastain Park Amphitheater              | teloneados por Living Colour             |
| 9 de mayo        | Estados Unidos     | Nashville          | Grand Ole Opry House                    | teloneados por Queensrÿche               |
| 10 de mayo       | Estados Unidos     | San Luis           | The Fox Theatre                         | teloneados por Queensrÿche               |
| 13 de mayo       | Estados Unidos     | Las Vegas          | The Joint                               | teloneados por Queensrÿche               |
| 14 de mayo       | Estados Unidos     | Las Vegas          | The Joint                               | teloneados por Queensrÿche               |
| 18 de mayo       | Estados Unidos     | Las Vegas          | The Joint                               | teloneados por Queensrÿche               |
| 20 de mayo       | Estados Unidos     | Las Vegas          | The Joint                               | teloneados por Queensrÿche               |
| 21 de mayo       | Estados Unidos     | Las Vegas          | The Joint                               | teloneados por Queensrÿche               |
| 24 de mayo       | Estados Unidos     | El Paso            | Don Haskins Center                      | teloneados por Queensrÿche               |
| 25 de mayo       | Estados Unidos     | Albuquerque        | Isleta Amphitheater                     | teloneados por Queensrÿche               |
| 28 de mayo       | Estados Unidos     | Pryor Creek        | Rocklahoma                              |                                          |
| 29 de mayo       | Estados Unidos     | San Antonio        | River City RockFest                     |                                          |
| Latinoamérica    |                    |                    |                                         |                                          |
| 1 de junio       | México             | Monterrey          | Arena Monterrey                         |                                          |
| 3 de junio       | México             | Ciudad de México   | Arena Ciudad de México                  |                                          |
| 4 de junio       | México             | Zapopan            | Auditorio Telmex                        |                                          |
| Europa V         |                    |                    |                                         |                                          |
| 18 de junio      | Suiza              | Hinwil             | Rock the Ring Festival                  |                                          |
| 23 de junio      | Dinamarca          | Copenhague         | Copenhell                               |                                          |
| 25 de junio      | Francia            | Amiens             | Chateau de Tilloloy                     | teloneados por Ten Years After           |
| 28 de junio      | Portugal           | Lisboa             | MEO Arena                               |                                          |
| 30 de junio      | España             | Bilbao             | Bilbao Arena                            | teloneados por Sabaton                   |
| 2 de julio       | España             | Córdoba            | Plaza de toros Los Califas              | teloneados por Sabaton y Medina Azahara  |
| 3 de julio       | España             | Madrid             | Barclaycard Center                      | teloneados por Sabaton                   |
| Oriente Próximo  |                    |                    |                                         |                                          |
| 12 de julio      | Turquía            | Estambul           | Maçka Küçükçiftlik Park                 | teloneados por Şebnem Ferah              |
| 14 de julio      | Israel             | Tel Aviv           | Menora Mivtachim Arena                  |                                          |
| Europa VI        |                    |                    |                                         |                                          |
| 16 de julio      | Rumania            | Bucarest           | Romexpo                                 | teloneados por Metrock y 9.7 Richter     |
| 17 de julio      | Bulgaria           | Sofía              | Arena Armeets                           |                                          |
| 20 de julio      | Grecia             | El Pireo           | Ejekt Festival                          |                                          |
| 29 de julio      | Finlandia          | Kaarina            | Rockin' Kaarina Festival                |                                          |
| 30 de julio      | Finlandia          | Nilsiä             | Tahko Event Park                        |                                          |
| 1 de agosto      | Francia            | Carcasona          | Festival de Carcassonne                 |                                          |
| 2 de agosto      | Mónaco             | Montecarlo         | Sporting Summer Festival                |                                          |
| Asia II          |                    |                    |                                         |                                          |
| 14 de agosto     | China              | Beijing            | Gimnasio de los Trabajadores            |                                          |
| 20 de agosto     | Georgia            | Batumi             | Black Sea Arena                         |                                          |
| Latinoamérica II |                    |                    |                                         |                                          |
| 1 de septiembre  | Brasil             | Sao Paulo          | Citybank Hall                           |                                          |
| 3 de septiembre  | Brasil             | Sao Paulo          | Citybank Hall                           |                                          |
| 4 de septiembre  | Brasil             | Sao Paulo          | Citybank Hall                           |                                          |
| 8 de septiembre  | Brasil             | Fortaleza          | Centro de Formação Olímpica             |                                          |
| 10 de septiembre | Brasil             | Río de Janeiro     | Citybank Hall                           |                                          |
| 13 de septiembre | Chile              | Santiago de Chile  | Movistar Arena                          | teloneados por Whitesnake                |
| 15 de septiembre | Argentina          | Buenos Aires       | Microestadio Malvinas Argentinas        | teloneados por Arpeghy                   |
| 18 de septiembre | Paraguay           | Asunción           | Hipódromo de Asunción                   |                                          |
| Asia III         |                    |                    |                                         |                                          |
| 3 de octubre     | República de China | Taipéi             | TWTC Nangang Exhibition Center          |                                          |
| 6 de octubre     | Japón              | Tokio              | Zepp Diver City                         |                                          |
| 8 de octubre     | Japón              | Saitama            | Loud Park Festival                      | invitado especial, Uli Jon Roth          |
| 11 de octubre    | Japón              | Osaka              | Grand Cube Osaka                        |                                          |
| Oceanía          |                    |                    |                                         |                                          |
| 15 de octubre    | Nueva Caledonia    | Numea              | Hippodrome Henri Milliard               |                                          |
| 18 de octubre    | Australia          | Melbourne          | Palais Theatre                          |                                          |
| Asia IV          |                    |                    |                                         |                                          |
| 21 de octubre    | Singapur           | Singapur           | Suntec Convention and Exhibition Centre |                                          |
| 23 de octubre    | Vietnam            | Hanói              | The Citadel of Thăng Lon                |                                          |
| 29 de octubre    | Malasia            | Selangor           | Circuito Internacional de Sepang        | teloneados por The Darkness y Wolfmother |
| Europa VII       |                    |                    |                                         |                                          |
| 20 de noviembre  | Francia            | Dijon              | Zénith de Dijon                         |                                          |
| 23 de noviembre  | Alemania           | Colonia            | Lanxess Arena                           | teloneados por Beyond the Black          |
| 25 de noviembre  | Alemania           | Leipzig            | Arena Leipzig                           | teloneados por Beyond the Black          |
| 27 de noviembre  | Alemania           | Fráncfort del Meno | Festhalle                               | teloneados por Beyond the Black          |
| 29 de noviembre  | Alemania           | Hamburgo           | O2 World Hamburgo                       | teloneados por Beyond the Black          |
| 2 de diciembre   | Alemania           | Berlín             | Mercedes-Benz Arena                     | teloneados por Beyond the Black          |

## Fechas modificadas
| Fecha                  | País      | Ciudad      | Motivo                                                                                              |
| ---------------------- | --------- | ----------- | --------------------------------------------------------------------------------------------------- |
| 15 de agosto de 2015   | Alemania  | Eckernförde | Cancelado por problemas técnicos con el escenario.                                                  |
| 3 de noviembre de 2015 | Alemania  | Berlín      | Cancelado por problemas técnicos y de equipos.                                                      |
| 21 de marzo de 2016    | Alemania  | Hamburgo    | Cancelado por problemas de salud de Klaus Meine en medio del show. Cambiado para el 29 de noviembre |
| 26 de octubre de 2016  | Tailandia | Bangkok     | Cancelado por duelo nacional tras la muerte del rey Bhumibol Adulyadej.                             |

## Músicos
- Klaus Meine: voz
- Matthias Jabs: guitarra líder, talk box y coros
- Rudolf Schenker: guitarra rítmica y coros
- Paweł Mąciwoda: bajo y coros
- James Kottak: batería y coros (hasta el 21 de marzo de 2016)
- Mikkey Dee: batería (desde el 6 de mayo de 2016)